# Zeheba lucidata
Zeheba lucidata là một loài bướm đêm trong họ Geometridae.